# Oostburg (Países Baixos)
Oostburg (em zeêuws e flamengo ocidental: Wòstburg) é uma cidade e antigo município dos Países Baixos. Em 1 de janeiro de 2003 fundiu-se com Sluis-Aardenburg para criar o novo município de Sluis. Sua população estimada em 2020 era de 4 295 habitantes. Ocupa uma área total de 190 km² (dos quais 2 km² correspondem a água).